# گویم (شیراز)
گویُم (شیراز)، یکی از شهرک‌های کلانشهر شیراز است.

## نام‌های‌قدیمی
نخستین نام این محل که ریشه در زبان پارسی باستان دارد بصورت "گَوَنیش" "Gawanish" در لوح‌های گِلی تخت جمشید با شماره‌های (PT64)؛ (PF1228) و (PF1959) یافت شده است (جان تاورنیه، سال ۲۰۰۷: صفحه ۳۸۱). بر اساس ریشه‌شناسی کلمات پارسی باستان، این کلمه از دوقسمت "گَوَن" و "ایش" تشکیل شده است که پیشوند "ایش" اسم مکان ساز می‌باشد. در اینصورت "گَوَنیش" بمعنی "مکان گَوَن" می‌باشد، حال آنکه یافتن دقیق معنی "گَوَن" در زبان پارسی باستان نیاز به تحقیق از کسانی دارد که در حوزه ریشه‌شناسی در زبان پارسی باستان فعالیت می‌کنند. ابن خردادبه نویسنده کتاب "مَسالِک و مَمالِک" (قرن سوم هجری قمری، حدود ۱۲۰۰ سال پیش) از نام "گَوین" برای "گویُم" کنونی استفاده کرده است (خاکرند، سال ۱۳۷۱: صفحه ۳۷)، و ابو اسحاق ابراهیم اصطخری نویسنده "کتاب مسالک و ممالک" (قرن چهارم قمری، حدود ۱۱۰۰ سال پیش) از نام "گَویم" برای "گویُم" کنونی استفاده کرده است. در همین کتاب، ابواسحاق ابراهیم اصطخری از "گَویم" بعنوان یکی از دوازده طَسوج (ناحیه) شیراز نام برده است (ایرج افشار، سال ۱۳۴۰: صفحه ۹۹). شمس الدین المقدسی نویسنده کتاب "احسن التقاسیم فی معرفه الاقالیم" (اواخر قرن چهارم هجری قمری) سبک‌ترین آب شیراز را آب قنات "گَویم" می‌داند (افسر، سال ۱۳۵۳: صفحه ۸۷)، یاقوت حَمَوی جغرافی‌دان قرن هفتم هجری قمری نویسنده کتاب "معجم البلدان" (در جلد سوم صفحه ۳۸۱) می‌گوید که بهترین آب شیراز از قناتی که از "جویُم" می‌آید تأمین می‌شود. در کتاب فارسنامه ابن بلخی (قرن ششم هجری قمری) از وجود مرغزاری به اسم "بَهمَن" در بالای "جویُم" (گویُم کنونی) در شمال غرب شیراز نام برده شده است که طول آن یک فرسنگ و عرض آن نیز یک فرسنگ می‌باشد (لیسترانج و نیکلسون، سال ۱۳۸۴: صفحه ۱۵۵). در کتاب "تاریخ گیتی گشا زندیه" نوشته "محمد صادق نامی اصفهانی" (سال ۱۲۰۴ هجری قمری: صفحه ۳۵۴) ذکر شده است که لطفعلی خان زند و قشونش پس از فرار از کازرون وارد قریه "جویُم" شده و بمدت ۱۰ روز در آنجا اتراق کردند و سپس وارد مسجد بَردی (قصرالدشت کنونی) شدند. در فارسنامه ناصری از 'گویُم' با نام «جویُم» در چهارفرسخی شمالغرب شیراز یاد شده است (حسینی‌فسایی، سال ۱۳۸۸: صفحه ۱۲۹۲). 'گویُم' از قریه‌های مهم شمالغرب شیراز در زمان ساسانی بوده است و در کتب تاریخی تحت اسم‌های "گَوین، گَویم، جویُم و گُویُم" از آن نامبرده شده است. از آثار باستانی "گویُم" می‌توان به نقش برجسته بهرام دوم، پنجمین پادشاه ساسانی، در سرچشمه "گویُم" (واندنبرگ، سال ۱۳۷۹: صفحه ۵۷)، همچنین، آرامگاه "شیخ قطب الدین یوسف جویمی"، متوفی سال ۷۸۰ هجری قمری (این آرامگاه در تاریخ ۳۰ تیر ۱۳۵۲ با شمارهٔ ثبت ۹۴۶ به‌عنوان یکی از آثار ملی ایران به ثبت رسیده است، در کتاب "تذکره هزار مزار" نوشته "شیخ معین الدین جُنِید شیرازی" در سال ۷۹۱ هجری قمری در صفحه ۱۳۰ در مورد شرح حال این عارف توضیح داده شده است)، علاوه بر آن، آسیاب کَلی، و همچنین، خانه گبری‌ها (زرتشتی‌ها) در بالای تُلی معروف به "تُل عامو نَظَری" نام برد. "گویُم" به دلیل آب و هوای نسبتاً مناسب باغ‌های زیادی دارد که باغ‌های "گودِ گویُمی" نمونه ای از این باغ‌ها می‌باشند. این محل جزء شهرداری منطقه ۱۰ شیراز محسوب می‌شود.
وجود نام گویم تحت اسم «گَوَنیش» در لوح‌های گلی تخت جمشید با شماره‌های (PT64)؛ (PF1228) و (PF1959)، نقش برجسته بهرام دوم پنجمین پادشاه ساسانی، گورهای زرتشتیان، خانه گبری‌ها (زرتشتی‌ها)، و همچنین ذکر نام این محل در نقشه استان پارس در دوره ساسانی نشان دهنده این است که این منطقه از سلسله هخامنشی محل سکونت بوده است.

## جمعیت
براساس سرشماری مرکز آمار ایران در سال ۱۳۹۵، جمعیت گویم ۱۷٬۲۹۷ نفر (۴۱۰۰ خانوار) بوده است.